# 태양의 소녀들 (드라마)
《태양의 소녀들》(튀르키예어: Güneşin Kızları 귀네신 크즐라르[*])는 2015년부터 2016년까지 방영된 터키의 텔레비전 드라마이다.